# Liste der denkmalgeschützten Objekte in Kolsass
Die Liste der denkmalgeschützten Objekte in Kolsass enthält die 6 denkmalgeschützten, unbeweglichen Objekte der Gemeinde Kolsass.

## Denkmäler
| Foto  |                 | Denkmal                                                                                                | Standort                                       | Beschreibung | Metadaten |
| ----- | --------------- | --- | ---------------------------------------------- | --- | --- |
| ja    | Datei hochladen | Bildstock HERIS-ID: 104607 Objekt-ID: 121447 TKK: 59174                                                | bei Fiechterweg 4 Standort KG: Kolsass         | Der achteckige Pfeiler aus Brekzie hat einen tabernakelförmigen Aufsatz aus Hagauer Marmor aus der Zeit um 1500. In der Aufsatznische befindet sich ein Relief der Kreuzigungsgruppe. | BDA-Hist.: Q37801361 Status: § 2a Stand der BDA-Liste: 2025-06-30 Name: Bildstock GstNr.: 159/10                                                                       |
| ja    | Datei hochladen | Wandbild am Verbindungsgang Volksschule und Kindergarten HERIS-ID: 104609 Objekt-ID: 121449 TKK: 59176 | bei Fiechterweg 4 Standort KG: Kolsass         | Der überdachte Verbindungsgang zwischen Kindergarten und Volksschule, ein zweigeschoßiger Schulbau aus dem Jahre 1957, ist über die gesamte Wandfläche durch ein Wandbild mit Darstellung von „Kinderszenen, Georgenberg und Rettenberg“ (inschriftlich 1957) von Walter Honeder gestaltet. | BDA-Hist.: Q37801368 Status: § 2a Stand der BDA-Liste: 2025-06-30 Name: Wandbild am Verbindungsgang Volksschule und Kindergarten GstNr.: 159/10 Wandbild Fiechterweg 4 |
| ja    | Datei hochladen | Wegkreuz HERIS-ID: 104604 Objekt-ID: 121444 TKK: 59170                                                 | Kirchplatz 3, in der Nähe Standort KG: Kolsass | Das Wegkreuz in geschlossenem Bretterkasten stammt aus der 2. Hälfte des 18. Jahrhunderts. Der expressive, gut durchgebildete und proportionierte Corpus im Dreinageltypus hat ein faltiges Lendentuch, eine Dornenkrone und einen dreiteiligen Strahlenkranz. Darüber einzeiliger Titulus. | BDA-Hist.: Q37801339 Status: § 2a Stand der BDA-Liste: 2025-06-30 Name: Wegkreuz GstNr.: 927                                                                           |
| ja    | Datei hochladen | Friedhof und Friedhofskapelle HERIS-ID: 104605 Objekt-ID: 121445 TKK: 59167, 59171                     | gegenüber Kirchplatz 3 Standort KG: Kolsass    | Um die Pfarrkirche liegt die Friedhofsanlage mit ihrer Umfassungsmauer. Sie stammt aus dem 16. Jahrhundert. In die Pfarrkirche sind Epitaphien eingemauert, an der Chorseite ist das Kriegerdenkmal angebaut und im Friedhof steht ein Friedhofskreuz. Die Friedhofskapelle ist in die Südwestecke der Friedhofsmauer eingebunden, die zweijochige, spätgotische Kapelle mit geschmiegtem Satteldach wurde 1512 erbaut. An ihrer nördlichen Längsseite hat sie ein leicht gekehltes Spitzbogenportal und ein Wappenepitaph des Hans Velderer (1586), im Inneren ein tief herabgezogenes Netzgratgewölbe. | BDA-Hist.: Q37801351 Status: § 2a Stand der BDA-Liste: 2025-06-30 Name: Friedhof und Friedhofskapelle GstNr.: 71 Friedhof und Friedhofskapelle Kolsass                 |
| ja    | Datei hochladen | Kath. Pfarrkirche Mariä Heimsuchung HERIS-ID: 55664 Objekt-ID: 64409 TKK: 59166                        | gegenüber Kirchplatz 3 Standort KG: Kolsass    | Die Pfarrkirche ist eine im Kern romanische, um 1250 erbaute, in der 1. Hälfte des 15. Jahrhunderts spätgotisch erweiterte und von 1652 bis 1654 barockisierte Kirche. Der einjochige, spätgotische Chor hat einen dreiseitigen Chorschluss, das dreijochige Langhaus ist zur Achse des Chors versetzt und stammt aus dem 17. Jahrhundert. 1724 wurde der Nordturm mit spitzbogigen Schalllochfenstern und einem spitzen, achtseitigen Helm aufgestockt. Der Sakristeianbau an den Chor hat ein spätgotisch abgefastes Rundbogenportal mit schöner Eisenplattentüre. Innen im Chor ein Kreuzrippengewölbe auf Konsolen und im Langhaus ein Stichkappengewölbe. Im Chor spätgotische Rankenmalerei aus der Mitte des 16. Jahrhunderts und Reste gotischer Wandmalerei. Im Langhaus Deckenbilder von Wolfram Köberl aus dem Jahre 1962. | BDA-Hist.: Q38067093 Status: § 2a Stand der BDA-Liste: 2025-06-30 Name: Kath. Pfarrkirche Mariä Heimsuchung GstNr.: 71 Unsere Liebe Frau Mariä Heimsuchung (Kolsass)   |
| ja BW | Datei hochladen | Widum HERIS-ID: 58904 Objekt-ID: 69780 TKK: 59173                                                      | Kirchplatz 4 Standort KG: Kolsass              | Der Bau besteht aus zwei Teilen. Der schmale, lang gestreckte gotische Bauteil im Süden hat teilweise unverputztes Steinmauerwerk, eine fensterlose Südseite, unregelmäßig gegliederte Ost- wie Westfassade. An der Ostseite mehrere Polygonalerker, an seiner Westseite gemalte Fensterumrahmungen sowie ein rundbogig geschlossenes Steinportal. Der nördlich anschließende Bauteil ist zweigeschoßig und stammt urkundlich aus der Zeit 1650–1655. Er hat unregelmäßige Fensterachsen, einen traufseitig erschlossenen Mittelflurgrundriss und ein Satteldach über dem ausgebauten Dachgeschoß. | BDA-Hist.: Q38085152 Status: § 2a Stand der BDA-Liste: 2025-06-30 Name: Widum GstNr.: 66                                                                               |